# Lijnvaart
Lijnvaart is een dienst die door rederijen wordt aangeboden, waarbij schepen volgens een vast schema varen tussen vaste havens. Dit in tegenstelling tot de wilde vaart waarbij er gevaren wordt naar waar er lading wordt aangeboden. Vooral in de containersector wordt vaak gebruikgemaakt van vaste lijnvaartroutes.
Lijnvaartmaatschappijen bieden hun vervoerscapaciteit openbaar aan in daartoe bestemde bladen zoals 'De Lloyd'. Hierin wordt met vaarschema’s aangegeven wanneer een schip een haven aandoet en wat de vervoerscapaciteit is. Elke geïnteresseerde verscheper, die akkoord gaat met de vervoersvoorwaarden, kan dan ruimte aan boord reserveren. Op deze manier zijn schepen in de lijnvaart vaak geladen met goederen van vele verschillende eigenaars.
Indien er meerdere rederijen actief zijn over dezelfde vaste routes, vormen zij soms een consortium. Dit is een samenwerkingsverband waarbij de tarieven en de vaarschema’s van de verschillende rederijen aan elkaar worden aangepast.
Lijnvaart onderscheidt zich van de bulkvaart door het vervoer van kleine partijen. Een enkele partij is niet voldoende groot om een geheel schip te beladen, zodat meerdere partijen als stukgoed worden vervoerd. Een lijndienst maakt het mogelijk dat lading van verschillende verschepers samen vervoerd worden.
In het verleden werd stukgoed afzonderlijk geladen en gestuwd, maar dit was een dusdanig arbeidsintensief proces dat lijnschepen zo'n twee derde van de tijd in de haven lagen te laden en te lossen. Toenemende wereldhandel, congestie in de havens en arbeidsonrust deed in de jaren zestig de transporttijd tussen Europa en de Verenigde Staten toenemen tot enkele maanden. Mechanisering bood hierbij een oplossing, al was men aanvankelijk bang dat de hiervoor benodigde standaardisatie van de laadmodules de enorme flexibiliteit van het bestaande systeem van lijn- en wilde vaart teniet zou doen. Onder de klassieke rederijen bestond er dan ook de nodige weerstand. De eerste poging tot standaardisatie bestond uit het vervoer met behulp van pallets, maar uiteindelijk zou het overgrote deel van het stukgoedvervoer plaatsvinden met containers.